# 2018 في العراق
فيما يلي قوائم الأحداث التي وقعت خلال عام 2018 في العراق.

## أحداث

### يناير
- 15 يناير - تفجيرات بغداد 15 يناير 2018: ذكرت وزارة الصحة العراقية أن 27 شخصاً قد قتلوا وجرح 64 آخرون في انفجار انتحاري مزدوج في وسط بغداد. على الرغم من عدم وجود مطالبات فورية بالمسؤولية، فقد قيل إن مثل هذه الهجمات كانت في العادة من أعمال تنظيم الدولة الإسلامية في الماضي، وأن عناصر الجماعة كانت لا تزال نشطة شمال المدينة على الرغم من إعلان الحكومة النصر في ديسمبر 2017.[1][2] بعد يومين (يوم الأربعاء 17 يناير 2018) أعلنت «الدولة الإسلامية» مسؤوليتها عن التفجيرين الانتحاريين اللذين وقعا في بغداد هذا الأسبوع، على الرغم من أن صحيفة نيويورك تايمز قد أشارت إلى أن التأخير وعدد من الأخطاء في الادعاء، قد يُظهران تعطل أجهزة الإعلام لدى التنظيم.[3]

### مايو
- 12 مايو – الانتخابات التشريعية العراقية 2018

### يونيو
- 6 يونيو – مجلس النواب يصوت على إعادة فرز أصوات الانتخابات البرلمانية يدويا.[4][5]

- 10 يونيو – نشوب حريق في موقع تخزين يضم نصف صناديق الاقتراع في بغداد والتي تخص الانتخابات التشريعية العراقية 2018.[6]

### يوليو
- 14 يوليو - انقطعت خدمة الإنترنت في بغداد والنجف والبصرة إثر احتجاجات مناهضة للحكومة في عدة مدن.[3]

## أفلام
من الأفلام التي صدرت هذه السنة في العراق:
- 1 مارس - الرحلة، من إخراج محمد الدراجي

## وفيات

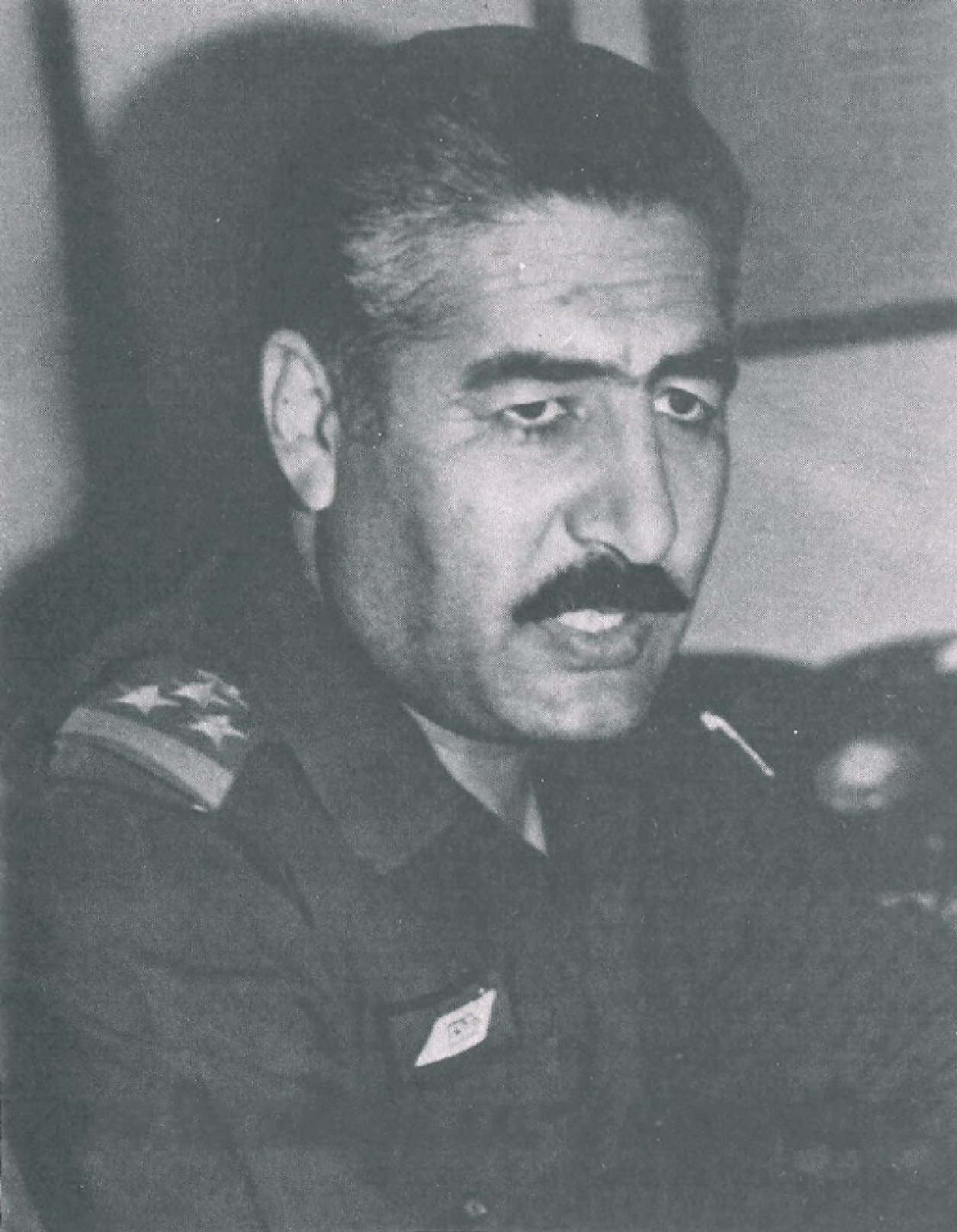
إياد فتيح الراوي

### يناير
- 2 يناير – علي كاظم (مواليد 1949) لاعب كرة قدم عراقي.
- 18 يناير – آلاء العوادي (مواليد 1981) إعلامية عراقية.

### فبراير
- 26 فبراير – فالح عبد الجبار (مواليد 1946) عالم اجتماع عراقي.

### أبريل
- 9 أبريل – سعد محمد رحيم (مواليد 1957) كاتب عراقي.

### مايو
- 18 مايو - إياد فتيح الراوي (مواليد 1942) ضابط عسكري.

### سبتمبر
- 20 سبتمبر - فاضل برواري (مواليد 1966) قائد عسكري.[7]
- 27 سبتمبر - تارة فارس (مواليد 1996) مودل عراقية.